# Der freie Wille
Der freie Wille (literalment «el lliure albitri») és una pel·lícula alemanya de Matthias Glasner del 2006 nominada aquell mateix any al premi Os d'Or.

## Argument
L'ajudant de cuina Theo Stoer, incapaç de controlar la seva frustració, viola en un poble que es troba a la vora de la mar Bàltica una jove ciclista. L'arresten poc després i un tribunal el condemna a nou anys en un psiquiàtric. Quan acaba la seva condemna, es trasllada a un pis vigilat a Mülheim. L'assistent social encarregat de la seva vigilància aconsegueix per a ell una feina en una impremta. És aleshores que ell comença a interessar-se per les arts marcials, però tot i així li costa dominar-se per no reincidir, i un dia ulla una cambrera d'una pizzeria, i quan s'atreveix a parlar-hi, ella el rebutja.
Poc després coneix la jove Nettie, la filla de l'amo de la impremta, de qui s'enamora, i tot i les dificultats inicials la relació sembla transcórrer en harmonia. L'assistent social de qui en Theo s'ha fet ja amic és acomiadat i es trasllada a Berlín. Abans que puguin formalitzar llur relació, la Nettie se'n va a fer un curs de cuina a Bèlgica. Theo està a punt de violar una venedora, però finalment es controla i marxa a temps. Aleshores visita la Nettie a Bèlgica, i per fer-li una sorpresa la porta a una església on una cantant els canta una cançó que havien sentit abans per la ràdio. En Theo i Nettie es coneixen i s'adonen que tots dos tenen unes vides turmentades. Theo ha d'enfrontar-se als seus impulsos de violador. Nettie lluita des de fa molt de temps contra els danys psicològics provocats pel seu pare, que la maltractava. Quan Nettie torna a Mülheim, Theo va a viure amb ella.
Un cop que han tornat a Alemanya, Theo comprèn que mai no podrà dominar els seus instints i viola una altra noia. Finalment, acaba explicant a Nettie el seu passat i dona per acabada llur relació. Nettie, però, decideix cercar una de les dones que nou anys abans va violar Theo.